# Adama Traoré (football, 1996)
Pour les articles homonymes, voir Adama Traoré et Traoré.
Traoré  Diarra est un nom espagnol. Le premier nom de famille, en général paternel, est Traoré ; le second, en général maternel, souvent omis, est Diarra.
Adama Traoré Diarra, né le 25 janvier 1996 à L'Hospitalet de Llobregat en Espagne, est un footballeur international espagnol qui évolue au poste d'attaquant au Fulham FC.
Formé au FC Barcelone, Adama Traoré rejoint l'Angleterre et Aston Villa en 2015. Le club de Premier League est relégué dès 2016, et Traoré s'engage avec le Middlesbrough FC, qui, de son côté, remonte en Premier League. Un an plus tard, il connaît une nouvelle relégation et se révèle en D2 anglaise en 2018. Il retrouve l'élite en signant aux Wolverhampton Wanderers en 2018. À l'hiver 2022, Traoré retourne au FC Barcelone sous forme de prêt.
Sur le plan international, Adama Traoré est appelé en équipe d'Espagne des moins de 17 ans en 2013-2014 puis des moins de 19 ans la saison suivante. Quatre ans plus tard, il est convoqué en sélection espoirs, puis une première fois en équipe d'Espagne A en 2019.

## Biographie

### Enfance et formation catalane
Adama Traoré naît en Espagne de parents maliens. Il rejoint La Masia, le centre de formation du FC Barcelone, en 2004 alors qu'il est âgé de huit ans. Il est présent dans la capitale catalane pendant onze ans, de 2004 à 2015.
Le 23 novembre 2013, l'entraîneur Gerardo Martino fait débuter Adama Traoré, âgé de seulement dix-sept ans, avec l'équipe première du FC Barcelone lors de la 14e journée du championnat d'Espagne face au Grenade CF (victoire 4-0). Il devient ainsi le huitième joueur le plus jeune de l'histoire du Barça à débuter sous le maillot blaugrana. Trois jours plus tard, Traoré débute en Ligue des champions contre l'Ajax Amsterdam (5e journée de la phase de groupes).
Le 2 février 2014, Traoré mène le FC Barcelone B à la victoire face au Real Saragosse en inscrivant un but lors de la 24e journée de deuxième division. Le Barça B termine la saison 2013-2014 à la troisième place du classement et Traoré fait partie du onze idéal de la Liga Adelante. Avec les juniors du Barça, Adama Traoré remporte aussi l'UEFA Youth League 2013-2014.
Traoré fait partie des huit jeunes de l'équipe réserve choisis par l'entraîneur Luis Enrique pour effectuer la pré-saison 2014-2015 avec l'équipe première. Le 16 décembre 2014, il inscrit son premier but avec l'équipe première du FC Barcelone lors du match retour des seizièmes de finale de la Coupe d'Espagne au Camp Nou face à la SD Huesca (victoire 8-1).
Au total, Traoré fait seulement quatre apparitions en équipe première.

### Transfert en Angleterre (2015-2018)
Le 14 août 2015, Traoré rejoint Aston Villa pour cinq saisons. Le FC Barcelone dispose d'une option de rachat qui se termine en 2018. Juste après son arrivée, l'entraîneur Tim Sherwood déclare qu'« il a un peu de Messi et un peu de Ronaldo ».
Huit jours plus tard, il prend part à sa première rencontre avec Villa lors de la troisième journée de Premier League à Crystal Palace (défaite 2-1). L'équipe est dernière du championnat dès la dixième journée et est reléguée en deuxième division.

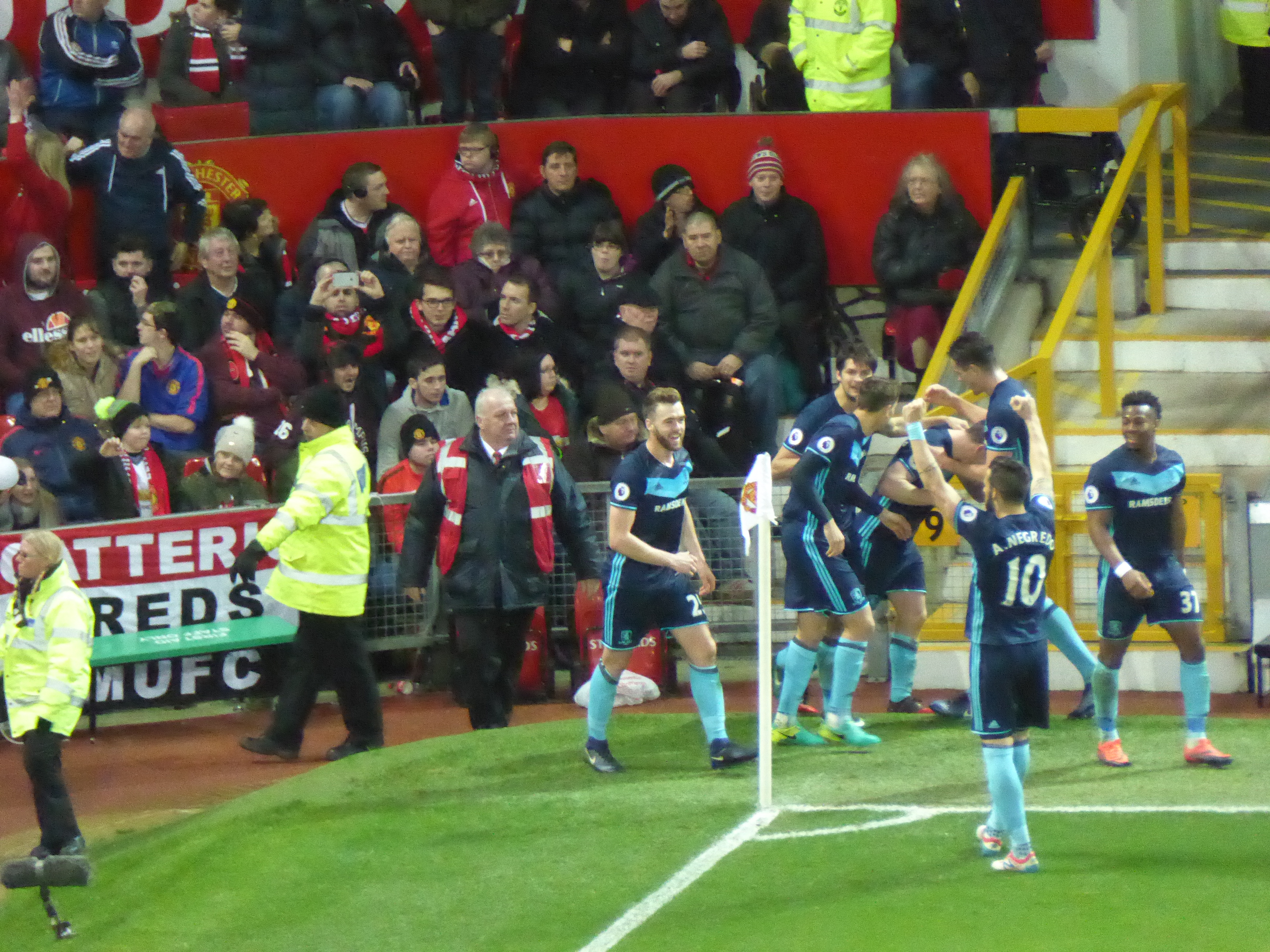
Adama Traoré (à d.) avec Middlesbrough en décembre 2016.

Le 31 août 2016, il s'engage pour quatre saisons avec Middlesbrough, promu en D1, où il a comme entraîneur son compatriote Aitor Karanka déjà connu en sélection jeune espagnole. En décembre 2016, alors qu'on lui reproche de ne pas savoir utiliser à bon escient ses qualités de vitesse, il déclare : « c’est mieux si, après avoir dribblé, je centre ou passe ou marque. (...) Sinon, le dribble est inutile. Mais oui, je connais mes qualités. Je ne pense pas qu'il y ait plus rapide que moi en Premier League ». Karanka travaille avec lui à la vidéo, pointant ses lacunes tactiques dans le placement et la prise de décision. L'Espagnol déclare « Je ne le laisse jouer que sur l'aile près de mon banc de touche. Comme ça je peux le guider ».
Lors de la saison 2017-2018, Traoré marque cinq buts et délivre dix passes décisives en D2 anglaise. Il inscrit cinq buts en soixante-et-onze matchs toutes compétitions confondues en l'espace de deux saisons sous le maillot de Boro.

### Confirmation à Wolverhampton (2018-2022)
Le 8 août 2018, Adama Traoré signe un contrat de cinq ans avec les Wolverhampton Wanderers, promus en Premier League.

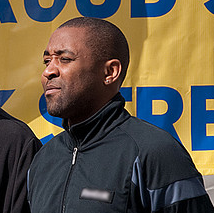
Darren Campbell (ici en 2009) aide Traoré à apprendre à maitriser sa capacité de vitesse.

Le 1er septembre 2018, Adama Traoré inscrit son premier but en Premier League sur la pelouse de West Ham United. Il réalise alors sa meilleure saison avec un but marqué et trois passes décisives. Jusqu'à cette saison, Adama Traoré est défini comme un « impact player », utilisé en cours de rencontre (quarante-trois entrées en jeu sur ses soixante-six premiers matches en Premier League). Son nouvel entraîneur Nuno Espírito Santo multiplie lui aussi les séances vidéo individualisées pour aider Traoré à se mettre dans les conditions optimales pour être décisif. Adama a aussi des séances spécifiques, par l'ancien sprinteur médaillé d'argent sur 200 mètres aux JO de Sydney, Darren Campbell. Ce dernier lui apprend à moduler sa vitesse de pointe pour gagner en temps de décision, en efficacité balle au pied et en énergie.
En début de saison 2019-2020, il supplée la blessure de Matt Doherty en étant positionné latéral droit dans le 3-5-2 des Wolves. Le 6 octobre 2019, Traoré marque ses deuxième et troisième buts en Premier League à Manchester City (victoire 0-2), treize mois et quarante-cinq rencontres après son premier but inscrit avec les Wolves. Mi-décembre 2019, en vingt-six matches toutes compétitions confondues depuis de le début de la saison 2019-2020, vingt-quatre joueurs adverses ont pris un carton jaune pour une faute sur Traoré. Lors de l'accueil de Tottenham en championnat à la même période, il égale ses records de tirs (trois) et de centres (neuf) sur un match et inscrit son premier but à domicile sous les couleurs de Wolverhampton malgré la défaite (1-2). Depuis 2016 et son arrivée à Middlesbrough, seuls Wilfried Zaha et Eden Hazard réussissent plus de dribbles que Traoré en Premier League, alors qu'il a passé une saison complète en Championship sur cette période. Avec le retour au 3-4-3 des Wolves, début novembre, et son positionnement sur l'aile droite, personne n'a plus centré, ni réussi de dribbles (81 % de ses cinquante-trois tentés), ni subi autant de fautes dans les trente derniers mètres que lui. À la mi-saison, il vit déjà sa meilleure saison avec trois buts et autant de passes décisives (quatre et neuf toutes compétitions confondues), dans la troisième équipe qui attaque le plus sur les côtés (78 %). Il totalise six buts en cinquante rencontres toutes compétitions confondues au cours de la saison 2019-2020.

### Retour au FC Barcelone (depuis 2022)
Le 29 janvier 2022, Traoré fait son retour dans son club formateur du FC Barcelone sous la forme d'un prêt jusqu'à la fin de saison. Le prêt est assorti d'une option d'achat s'élevant à 30 millions d'euros.

### En équipe nationale
Adama Traoré débute avec l'équipe d'Espagne des moins de 16 ans en 2012. Puis en 2013, il joue avec les moins de 17 ans. Avec les moins de 19 ans, il participe au championnat d'Europe 2013 parvenant jusqu'en demi-finale.
Le 22 mars 2018, il honore sa première sélection avec l'équipe d'Espagne espoirs face à l'Irlande du Nord.
Le 10 novembre 2019, Traoré est convoqué pour la première fois en équipe d'Espagne A en remplacement de Rodrigo Moreno, qui doit déclarer forfait. Il ne peut cependant répondre présent, étant lui-même blessé. Également approché par la Fédération malienne de football fin 2019, Traoré annonce en janvier 2020 qu'il est ouvert aux deux possibilités et qu'il n'a pas encore fait son choix. De nouveau convoqué en équipe d'Espagne par Luis Enrique en août 2020, Adama Traoré ne peut être intégré au groupe en raison d'un test positif au COVID-19.
En octobre 2020, Traoré est à la fois convoqué en équipe d'Espagne et en équipe du Mali. Il confirme qu'il opte pour la sélection espagnole en se rendant au rassemblement de celle-ci.
Le 7 octobre 2020, Traoré honore finalement sa première sélection avec l'équipe d'Espagne en entrant à l'heure de jeu contre le Portugal (0-0).
Il fait partie de la liste de 24 joueurs établie par le sélectionneur Luis Enrique pour l'Euro 2020.

## Statistiques
| Saison                | Club                    | Championnat           | Championnat | Championnat | Championnat | Coupe nationale | Coupe nationale | Coupe nationale | Coupe de la Ligue | Coupe de la Ligue | Coupe de la Ligue | Compétition(s) continentale(s) | Compétition(s) continentale(s) | Compétition(s) continentale(s) | Compétition(s) continentale(s) | Play-offs | Play-offs | Play-offs | Espagne | Espagne | Espagne | Total | Total | Total |
| Saison                | Club                    | Division              | M.          | B.          | P.d.        | M.              | B.              | P.d.            | M.                | B.                | P.d.              | Comp.                          | M.                             | B.                             | P.d.                           | M.        | B.        | P.d.      | M.      | B.      | P.d.    | M.    | B.    | P.d.  |
| 2013-2014             | FC Barcelone B          | SD                    | 26          | 5           | 3           | -               | -               | -               | -                 | -                 | -                 | -                              | -                              | -                              | -                              | -         | -         | -         | -       | -       | -       | 26    | 5     | 3     |
| 2014-2015             | FC Barcelone B          | SD                    | 37          | 3           | 10          | -               | -               | -               | -                 | -                 | -                 | -                              | -                              | -                              | -                              | -         | -         | -         | -       | -       | -       | 37    | 3     | 10    |
| Sous-total            | Sous-total              | Sous-total            | 63          | 8           | 13          | -               | -               | -               | -                 | -                 | -                 | -                              | -                              | -                              | -                              | -         | -         | -         | -       | -       | -       | 63    | 8     | 13    |
| 2013-2014             | FC Barcelone            | LG                    | 1           | 0           | 0           | -               | -               | -               | -                 | -                 | -                 | C1                             | 1                              | 0                              | -                              | -         | -         | -         | -       | -       | -       | 2     | 0     | 0     |
| 2014-2015             | FC Barcelone            | LG                    | -           | -           | -           | 2               | 1               | -               | -                 | -                 | -                 | -                              | -                              | -                              | -                              | -         | -         | -         | -       | -       | -       | 2     | 1     | 0     |
| Sous-total            | Sous-total              | Sous-total            | 1           | 0           | -           | 2               | 1               | -               | -                 | -                 | -                 | -                              | 1                              | 0                              | -                              | -         | -         | -         | -       | -       | -       | 4     | 1     | 0     |
| 2015-2016             | Aston Villa             | PL                    | 10          | 0           | 1           | -               | -               | -               | 1                 | 1                 | -                 | -                              | -                              | -                              | -                              | -         | -         | -         | -       | -       | -       | 11    | 1     | 1     |
| 2016-2017             | Aston Villa             | CP                    | 1           | 0           | 0           | -               | -               | -               | -                 | -                 | -                 | -                              | -                              | -                              | -                              | -         | -         | -         | -       | -       | -       | 1     | 0     | 0     |
| Sous-total            | Sous-total              | Sous-total            | 11          | 0           | 1           | -               | -               | -               | 1                 | 1                 | -                 | -                              | -                              | -                              | -                              | -         | -         | -         | -       | -       | -       | 12    | 1     | 1     |
| 2016-2017             | Middlesbrough FC        | PL                    | 27          | 0           | 1           | 4               | 0               | -               | -                 | -                 | -                 | -                              | -                              | -                              | -                              | -         | -         | -         | -       | -       | -       | 31    | 0     | 1     |
| 2017-2018             | Middlesbrough FC        | CP                    | 34          | 5           | 9           | 2               | 0               | -               | 2                 | 0                 | 2                 | -                              | -                              | -                              | -                              | 2         | 0         | -         | -       | -       | -       | 40    | 5     | 11    |
| Sous-total            | Sous-total              | Sous-total            | 61          | 5           | 10          | 6               | 0               | -               | 2                 | 0                 | 2                 | -                              | -                              | -                              | -                              | 2         | 0         | -         | -       | -       | -       | 71    | 5     | 12    |
| 2018-2019             | Wolverhampton Wanderers | PL                    | 29          | 1           | 1           | 5               | 0               | -               | 2                 | 0                 | 1                 | -                              | -                              | -                              | -                              | -         | -         | -         | -       | -       | -       | 36    | 1     | 2     |
| 2019-2020             | Wolverhampton Wanderers | PL                    | 37          | 4           | 9           | 2               | 0               | -               | -                 | -                 | -                 | C3                             | 15                             | 2                              | 4                              | -         | -         | -         | -       | -       | -       | 54    | 6     | 13    |
| 2020-2021             | Wolverhampton Wanderers | PL                    | 37          | 2           | 2           | 3               | 1               | 0               | 1                 | 0                 | 0                 | -                              | -                              | -                              | -                              | -         | -         | -         | 6       | 0       | 0       | 47    | 3     | 2     |
| 2021-2022             | Wolverhampton Wanderers | PL                    | 20          | 1           | 0           | 1               | 0               | 0               | 2                 | 0                 | 0                 | -                              | -                              | -                              | -                              | -         | -         | -         | 2       | 0       | 0       | 25    | 1     | 0     |
| 2022-2023             | Wolverhampton Wanderers | PL                    | 29          | 2           | 2           | 2               | 0               | 0               | 4                 | 1                 | 0                 | -                              | -                              | -                              | -                              | -         | -         | -         | -       | -       | -       | 35    | 3     | 2     |
| Sous-total            | Sous-total              | Sous-total            | 152         | 10          | 14          | 13              | 1               | -               | 8                 | 1                 | 1                 | -                              | 16                             | 2                              | 4                              | -         | -         | -         | 8       | 0       | -       | 197   | 14    | 19    |
| 2021-2022             | FC Barcelone (prêt)     | LG                    | 17          | 0           | 2           | 0               | 0               | -               | -                 | -                 | -                 | C3                             | 6                              | 0                              | 2                              | -         | -         | -         | 0       | 0       | 0       | 23    | 0     | 4     |
| Sous-total            | Sous-total              | Sous-total            | 17          | 0           | 2           | 0               | 0               | -               | -                 | -                 | -                 | -                              | 6                              | 0                              | 2                              | -         | -         | -         | 0       | 0       | -       | 23    | 0     | 4     |
| 2023-2024             | Fulham FC               | PL                    | 17          | 2           | 3           | -               | -               | -               | 1                 | 0                 | 0                 | -                              | -                              | -                              | -                              | -         | -         | -         | -       | -       | -       | 18    | 2     | 3     |
| 2024-2025             | Fulham FC               | PL                    | 36          | 2           | 7           | 4               | 0               | 0               | 1                 | 0                 | 0                 | -                              | -                              | -                              | -                              | -         | -         | -         | -       | -       | -       | 41    | 2     | 7     |
| Sous-total            | Sous-total              | Sous-total            | 53          | 4           | 10          | 4               | 0               | 0               | 2                 | 0                 | 0                 | -                              | 0                              | 0                              | 0                              | 0         | 0         | 0         | 0       | 0       | 0       | 59    | 4     | 10    |
| Total sur la carrière | Total sur la carrière   | Total sur la carrière | 358         | 27          | 50          | 25              | 2               | 0               | 13                | 2                 | 3                 | -                              | 23                             | 2                              | 6                              | 2         | 0         | -         | 8       | 0       | 0       | 429   | 33    | 59    |